# Cabanas (kommun i Spanien)
Cabanas är en kommun i Spanien. Den ligger i provinsen A Coruña i den autonoma regionen Galicien i nordvästra delen av landet, 500 km väster om huvudstaden Madrid. Antalet invånare är 3 296 (2024). Arean är 30,30 kvadratkilometer.